# Altenahr
Altenahr er en by med 1.659 indbyggere (2006) i Landkreis Ahrweiler, i Rheinland-Pfalz i Tyskland. Byen ligger ved floden Ahr i Eifelbjergene, omkring 10 km vest for Bad Neuenahr-Ahrweiler og omkring 35 km sydøst for Bonn. Udenfor Altenahr ligger Burg Kreuzberg.